# Anthidium psoraleae
Anthidium psoraleae es una especie de abeja del género Anthidium, familia Megachilidae. Fue descrita científicamente por Robertson en 1902.

## Distribución geográfica
Esta especie habita en América del Norte.